# Lliga catalana de bàsquet femenina 2013-2014
La XXV Lliga Nacional Catalana Femenina 2013 fou la vint-i-cinquena edició de la Lliga catalana de bàsquet. La competició es celebra el 10 d'octubre de 2013 al Pavelló Municipal Girona-Fontajau. Hi participaren l'Spar Uni Girona i el Cadí ICG Software que disputaren la quarta final de forma consecutiva. Es proclamà campió el club gironí per 68 a 50, que sumà el seu quart títol consecutiu. Individualment, destacà l'actuació de l'aler americana Chardé Houston amb 20 punts i 6 rebots, i que fou escollida MVP de la final.

## Final
| En negreta = Equip guanyador Pts = Punts Rebs = Rebots Assis = Assistències Val = Valoració Nota: Noms dels equips segons l'època |

| 10 d'octubre de 2013 Acta | Spar Uni Girona                                              | 68–50 | Cadí ICG Software                                              | Pavelló Municipal Girona-Fontajau Assistència: 2.000 espectadors Àrbitres: Aliaga i Girbal |
| 10 d'octubre de 2013 Acta | Resultats per quarts: 12-16, 21-6, 11-14, 24-14              |       |                                                                | Pavelló Municipal Girona-Fontajau Assistència: 2.000 espectadors Àrbitres: Aliaga i Girbal |
| 10 d'octubre de 2013 Acta | Pts: Houston 20 Rebs: Dowe 9 Assist: Carbó 3 Val: Houston 21 |       | Pts: Brown 12 Rebs: Pavetic 6 Assist: Asurmendi 3 Val: Brown 8 | Pavelló Municipal Girona-Fontajau Assistència: 2.000 espectadors Àrbitres: Aliaga i Girbal |

| Spar Uni Girona | Cadí ICG Software |

| #          | Nom                 | Pts | Rbs. | Ass. | Val. |
| ---------- | ------------------- | --- | ---- | ---- | ---- |
| 6          | Shenneika Smith     | 6   | 3    | 1    | -2   |
| 7          | Anna Carbó          | 15  | 6    | 3    | 20   |
| 8          | Èlia Ros            | 0   | 0    | 0    | -2   |
| 9          | Noemí Jordana       | 7   | 3    | 2    | 8    |
| 11         | Jael Freixanet      | 8   | 3    | 1    | 8    |
| 12         | Eva Bou             | 0   | 2    | 1    | -5   |
| 14         | Chardé Houston      | 20  | 6    | 2    | 21   |
| 15         | Amanda Dowe         | 8   | 9    | 0    | 11   |
| 16         | Carla Jou           | 0   | 0    | 0    | 0    |
| 17         | Iho López           | 0   | 1    | 0    | 0    |
| 19         | Anna Jodar          | 2   | 0    | 0    | 2    |
| 21         | Olga Chatzinikolaou | 2   | 7    | 1    | 12   |
| Equip      | Equip               | 68  | 43   | 11   | 75   |
| Entrenador |                     |     |      |      |      |
| Anna Caula |                     |     |      |      |      |

| Campió de la Lliga Catalana 2013-2014 |
| ------------------------------------- |
| Spar Uni Girona Quart títol           |
| MVP                                   |
| Chardé Houston                        |

| #          | Jugadora             | Pts | Rbs. | Ass. | Val. |
| ---------- | -------------------- | --- | ---- | ---- | ---- |
| 5          | Clàudia Guri         | 3   | 5    | 0    | 3    |
| 6          | LaNedra Brown        | 12  | 4    | 0    | 8    |
| 7          | María Revuelto       | 10  | 3    | 0    | 4    |
| 9          | Sara Gómez           | 5   | 2    | 0    | 0    |
| 10         | María Asurmendi      | 0   | 4    | 3    | 2    |
| 11         | Marlou de Kleijn     | 3   | 2    | 1    | -1   |
| 13         | Tània Pérez          | N/D | N/D  | N/D  | N/D  |
| 14         | Marlés Balart        | N/D | N/D  | N/D  | N/D  |
| 15         | Sena Pavetic         | 5   | 6    | 0    | 6    |
| 16         | Sofia Gomes da Silva | 2   | 5    | 0    | 2    |
| 20         | Aja Parham           | 10  | 3    | 2    | 7    |
| Equip      | Equip                | 50  | 38   | 6    | 34   |
| Entrenador |                      |     |      |      |      |
| Andreu Bou |                      |     |      |      |      |